# Mathias Jänisch
Mathias Jänisch (* 27. August 1990 in Riedlingen, Deutschland) ist ein ehemaliger luxemburgisch-deutscher Fußballspieler.

## Kindheit
Jänisch wurde 1990 im baden-württembergischen Riedlingen geboren. Seine Familie zog mit ihm nach Luxemburg, als er fünf Jahre alt war.

## Karriere

### Verein
Jänisch begann mit dem Fußballspielen noch in Deutschland, als er dem TSV Dettingen-Wallhausen beitrat. Nach seinem Umzug nach Luxemburg spielte er beim SC Bettemburg weiter. Von dort wechselte er in die Jugend der US Hostert. Seit 2006 gehörte er zum Kader der ersten Mannschaft, wurde später an den CS Grevenmacher verliehen und gewann dort 2008 die Coupe de Luxembourg, den luxemburgischen Pokalwettbewerb. Von 2009 bis 2019 spielte Jänisch für den FC Differdingen 03 und gewann in dieser Zeit weitere viermal die Coupe de Luxembourg. In der Winterpause der Saison 2019/20 ging er dann zum Ligarivalen FC Progrès Niederkorn. Dort kam er in den folgenden zwei Spielzeiten nur noch unregelmäßig zum Einsatz und so wechselte Jänisch im Sommer 2022 weiter zum Erstliga-Aufsteiger UN Käerjéng 97. Nach zwei weiteren Jahren beendete er dort im Juni 2024 seine aktive Laufbahn.

### Nationalmannschaft
Jänisch war neun Jahre alt, als er für den luxemburgischen Ostkader nominiert wurde. Mit der U13 spielte er in Straßburg erstmals bei einem großen Turnier mit. Auch in der Folgezeit lief er für die luxemburgischen U-Nationalmannschaften auf. Am 14. November 2009 debütierte Jänisch für die luxemburgische A-Nationalmannschaft in einem Spiel gegen Island als eingewechselter Spieler. Bis zu seiner letzten Berufung 2018 absolvierte er insgesamt 58 Partien, in denen er ein Tor erzielte.

## Erfolge
- Luxemburgischer Pokalsieger: 2008, 2010, 2011, 2014, 2015